# Муваталлі I
Муваталлі I (Муваталліс) — цар Хетського царства, правив в XV столітті до н. е. (близько 1440-1430 до н. е.)

## Життєпис
Можливо брат або небіж Хуцція II. У правлінні Хуцція II Муваталлі був головою охоронців царя. Ймовірно, його дружиною була цариця Валанні. Муваталлі повалив Хуццію II й са став володарем.
вів вдалівійни проти племенного союзу каска на північномусході Малої Азії. Ймовірно, Муваталлі I правив недовго і став жертвою змови. Він був убитий «головним виночерпієм» — раб шаке (у хеттів цей титул носив головнокомандувач) Хімуілі (сином Хуцція II), і на трон зійшов його брат Кантуццілі.